# Jefferson Luiz Zeni
Jefferson Luiz Zeni, noto anche con lo pseudonimo di Jeffe (Toledo, 26 aprile 1981), è un allenatore di calcio a 5 ed ex giocatore di calcio a 5 brasiliano.

## Carriera
Centrale mancino fisicamente forte e con grande propensione offensiva, giunge in Italia alla soglia dei trent'anni, acquistato dal Bisceglie per sostituire Leandro Planas. Integratosi immediatamente negli schemi, Jeffe diventa il punto di riferimento dello spogliatoio, tanto da essere nominato, nella stagione seguente, capitano della squadra. Tuttavia, nel dicembre dello stesso anno, la Marca lo strappa ai pugliesi per rinforzare il proprio pacchetto arretrato in vista della fase finale di Coppa UEFA. Su richiesta di Leopoldo Capurso, suo allenatore al Bisceglie, nell'estate 2012 viene acquistato dal Kaos, dove rimane per due anni. Nella stagione 2014-15 si trasferisce al Real Rieti di cui viene eletto immediatamente capitano. La stagione seguente vince la Winter Cup che rappresenta il primo trofeo italiano sia per il giocatore sia per la società.

## Palmarès
- Coppa della Divisione: 1
Real Rieti: 2018-19
- Winter Cup: 1
Real Rieti: 2015-16